# Theope euselasina
Espèce
Theope euselasina est une espèce d'insectes lépidoptères appartenant à la famille  des Riodinidae et au genre Theope.

## Taxonomie
Theope euselasina a été décrit par Jason Piers Wilton Hall en 2008,.

## Écologie et distribution
Theope euselasina est présent en  Équateur.

### Protection
Pas de statut de protection particulier.